# زویله
زویله (به عربی: زویلة) یک منطقهٔ مسکونی در لیبی است که در استان مرزق واقع شده‌است. زویله ۴٬۰۱۸ نفر جمعیت دارد.